# Statuaire de la révolution américaine
La statuaire de la révolution américaine est un groupe de quatorze statues à Washington, inscrites au Registre national des lieux historiques. Parmi ces œuvres, dispersées à travers la ville, figurent quatre statues d'officiers européens localisées dans Lafayette Square, en face de la Maison-Blanche. 
Conformément au décret 11593, par le président Richard Nixon , le National Park Service a enregistré ces œuvres au registre national pour aider à leur conservation,,. 
Toutes ces statues sont coulées dans le bronze à l'exception d'une seule, celle de Franklin, sculptée dans le marbre. Cinq des statues représentent des hommes militaires américains, deux autres (Franklin et Witherspoon) font référence à des politiciens américains, et une huitième statue, celle de Artemas Ward, concerne un militaire qui était aussi gouverneur du Massachusetts. Cinq statues représentent des officiers européens qui ont aidé la cause américaine, et l'une d'elles (Edmund Burke), un politicien britannique qui a parlé en faveur de la cause américaine. À part quatre de ces œuvres (Burke, Franklin, Hale et Witherspoon) toutes les autres ont été entièrement payées par des fonds fédéraux.

## Chronologie des monuments recensés
La réalisation des quatorze monuments formant le groupe de la statuaire de la révolution américaine s'est échelonnée sur trois quarts de siècle impliquant quatorze artistes différents. 
XIXe siècle
La statue équestre de George Washington fut la première à être réalisée. Située au 
Washington Circle, elle a été sculptée par Clark Mills en 1860. Suivit, en 1877, celle de Nathanael Greene, œuvre du sculpteur Henry Kirke Brown, qui se trouve au Stanton Park (en). Jacques Jouvenal (en), un sculpteur d'origine allemande, eut l'honneur de réaliser la suivante, celle de Benjamin Franklin, inaugurée en 1889 et située à l'extérieur du Old Post Office Pavilion, l'ancien bureau des postes. Puis, dix-sept ans avant l'inauguration de la statue équestre de La Fayette à Paris réalisée par l'Américain Paul Wayland Bartlett, ce fut au sculpteur et peintre français Alexandre Falguière de réaliser la statue de La Fayette présente dans Lafayette Square. Trois ans plus tard fut réalisée celle d'Edmund Burke par James Havard Thomas. 
XXe siècle
En 1901, la statue de Jean de Rochambeau, général de la Révolution française qui s'est illustré lors de la guerre d'indépendance des États-Unis, est réalisée par le sculpteur et peintre français Fernand Hamar. De même que trois autres monuments de ce groupe, elle se trouve située dans Lafayette Square. Le sculpteur américain William Couper (en) termine en 1909 la statue de John Witherspoon. En 1910 sont inaugurés trois de ces monuments: ceux de Casimir Pulaski, Tadeusz Kościuszko et Friedrich Wilhelm von Steuben. Le premier est l'œuvre de Kazimierz Chodziński (en). Il s'agit du seul monument équestre d'un européen de ce groupe. Le second a été réalisé par le sculpteur polonais Antoni Popiel (en) et le troisième est l'œuvre du sculpteur américain d'origine allemande Albert Jaegers (en). Les deux derniers étant également situés dans Lafayette Square. Charles Henry Niehaus réalisa le Mémorial John Paul Jones inauguré en 1912 dans le West Potomac Park. L'année suivante fut inaugurée dans Franklin Square la statue de John Barry que réalisa le sculpteur John J. Boyle (en). Le sculpteur américain Bela Pratt (en) quant à lui fut celui qui réalisa en 1915 la statue de Nathan Hale située à l'extérieur de l'édifice du département de la Justice Robert F. Kennedy (en). C'est en 1938 que fut finalement inauguré le dernier des quatorze monuments du groupe de la statuaire de la révolution américaine avec la statue du major général américain Artemas Ward. Située au rond-point Ward (en). C'est au sculpteur américain d'origine française Leonard Crunelle (en) que revint le privilège d'être l'auteur de cette réalisation.

## Statues
| Statue                                      | Image | Coordonnées                  |
| ------------------------------------------- | ----- | ---------------------------- |
| Lieutenant General George Washington        |       | 38° 54′ 08″ N, 77° 03′ 01″ O |
| Benjamin Franklin                           |       | 38° 53′ 40″ N, 77° 01′ 40″ O |
| Major General Nathanael Greene              |       | 38° 53′ 37″ N, 76° 59′ 59″ O |
| Captain Nathan Hale                         |       | 38° 53′ 33″ N, 77° 01′ 28″ O |
| John Paul Jones Memorial                    |       | 38° 53′ 18″ N, 77° 02′ 22″ O |
| Commodore John Barry                        |       | 38° 54′ 07″ N, 77° 01′ 54″ O |
| Doctor John Witherspoon                     |       | 38° 54′ 25″ N, 77° 02′ 29″ O |
| Edmund Burke                                |       | 38° 54′ 14″ N, 77° 01′ 38″ O |
| General Casimir Pulaski                     |       | 38° 53′ 45″ N, 77° 01′ 48″ O |
| Major General Marquis Gilbert de Lafayette  |       | 38° 53′ 56″ N, 77° 02′ 07″ O |
| Brigadier General Thaddeus Kosciuszko       |       | 38° 54′ 00″ N, 77° 02′ 07″ O |
| Major General Friedrich Wilhelm von Steuben |       | 38° 54′ 00″ N, 77° 02′ 16″ O |
| Major General Comte Jean de Rochambeau      |       | 38° 53′ 56″ N, 77° 02′ 16″ O |
| General Artemas Ward                        |       | 38° 56′ 16″ N, 77° 05′ 09″ O |